# Biegunka
Biegunka, potocznie rozwolnienie (łac. diarrhoea) – objaw kliniczny polegający na zwiększonej częstotliwości wypróżnień (według WHO ≥3/24h) lub zwiększonej ilości stolca (powyżej 200 g w ciągu doby), wraz ze zmianą konsystencji na płynną lub półpłynną. Biegunce może towarzyszyć stan ogólnego osłabienia, gorączka, kurczowe bóle brzucha. Objaw ten trwający do 14 dni określany jest jako biegunka ostra, natomiast utrzymanie się objawów chorobowych ponad 4 tygodnie kwalifikuje do rozpoznania biegunki przewlekłej (niektórzy autorzy wyróżniają biegunkę uporczywą – trwającą od 2 do 4 tygodni).
W większości przypadków biegunka jest łagodnym, krótkotrwałym i samoograniczającym się stanem, który nie wymaga żadnego leczenia. Czasem bywa jednak groźna dla zdrowia. Największym zagrożeniem jest utrata wody oraz zaburzenia gospodarki elektrolitowej. W szczególności u dzieci biegunki szybko doprowadzają do zagrażającego życiu odwodnienia. Jest drugą (po zapaleniu płuc) pod względem częstości przyczyną umieralności dzieci poniżej 5. roku życia na świecie. Szacuje się, że w 2009 roku biegunka była przyczyną śmierci 1,5 mln osób z tej grupy wiekowej.

## Diagnostyka różnicowa
Biegunkę należy odróżniać od:
- pseudobiegunki – częste oddawanie małych ilości stolca, powiązane z uczuciem potrzeby wypróżnienia
- nietrzymania stolca – związanym z brakiem kontroli nad funkcją zwieracza odbytu
- biegunki z przepełnienia – przeciekania stolca o płynnej konsystencji przez zalegające masy kałowe[4]

Łącznie powyższe problemy występują z podobną częstotliwością co  biegunka przewlekła i powinny być zawsze brane pod uwagę przy stawianiu ostatecznego rozpoznania.

## Patogeneza

### Biegunka ostra
Najczęstsza przyczyna biegunki ostrej to zaburzenia funkcji przewodu pokarmowego na tle zakażeń:
- wirusowych (rotawirusy, norowirusy, adenowirusy typ 40 i 41, astrowirusy)
- bakteryjnych (szczepy Escherichia coli, rodzaje Campylobacter, Shigella, Salmonella, Aeromonas, Plesiomonas, Vibrio)
  - jako bezpośredni skutek infekcji bakteryjnej (m.in. biegunka podróżnych)
  - związanych z działaniem wytwarzanych przez niektóre gatunki toksyn (Vibrio cholerae, Escherichia coli).

Biegunka jest również częstym działaniem niepożądanym występującym przy stosowaniu wielu różnorodnych grup leków, m.in.:
- antybiotyków o szerokim spektrum
- leków przeciwarytmicznych lub hipotensyjnych
- cytostatyków
- H2-blokerów i zobojętniających kwas solny
- środków przeczyszczających (w nadmiarze)
- hormonów tarczycy.

Do rzadszych przyczyn należy spożycie toksyn (zatrucie grzybami, alkoholem, środkami owadobójczymi, arszenikiem) oraz nadwrażliwość pokarmowa, niedokrwienne zapalenie okrężnicy, ostre zapalenie uchyłków.

### Biegunka przewlekła
W zależności od mechanizmu biegunki te dzieli się na:
osmotyczneEfekt uszkodzenia jelit, błędów dietetycznych lub specyficznych defektów trawienia powodujących złe wchłanianie. Duży ładunek osmotyczny, efekt ustaje z zaprzestaniem żywienia. Przyczyny: celiakia, nietolerancja laktozy, substancje słodzące (sorbitol, mannitol czy ksylitol), niektóre leki (przeczyszczające, zobojętniające kwas solny, orlistat).
sekrecyjneWzrost wydzielania w jelicie cienkim lub spadek absorpcji. Wodniste stolce o dużej objętości, nie zmieniają konsystencji po zaprzestaniu jedzenia. Przyczyny: leki (analogiczne jak w biegunce ostrej + przeczyszczające z grupy pobudzających); gruczolaki wydzielające hormony, np. VIPoma, rakowiak, gastrinoma; zespół rozrostu bakteryjnego.
wysiękoweStan zapalny powoduje wtórnie wzrost sekrecji i ucieczkę wody. Ślady śluzu, krwi, ropy; względnie duża zawartość elektrolitów, trwa po zaprzestaniu jedzenia. Przyczyny: przewlekłe zapalne choroby jelit (głównie wrzodziejące zapalenie jelita grubego i choroba Crohna), rak okrężnicy, uszkodzenie jelit w wyniku działania: cytostatyków, niedokrwienia, napromieniowania, pierwotniaki jelitowe.
tłuszczoweRezultat nieprawidłowego trawienia tłuszczów. Stolce są tłuste, połyskliwe, trudne do spłukania wodą; specyficzny, gnilny zapach. Przyczyny: zewnątrzwydzielnicza niewydolność trzustki, zespół rozrostu bakteryjnego, celiakia, choroba Whipple’a, abetalipoproteinemia.
motoryczneWyróżniane tylko przez niektórych autorów. Objętość stolców normalna, przyspieszona motoryka (pasaż jelitowy). Przyczyny: zespół jelita drażliwego, nadczynność tarczycy, leki prokinetyczne (metoklopramid, cisapryd).

## Leczenie

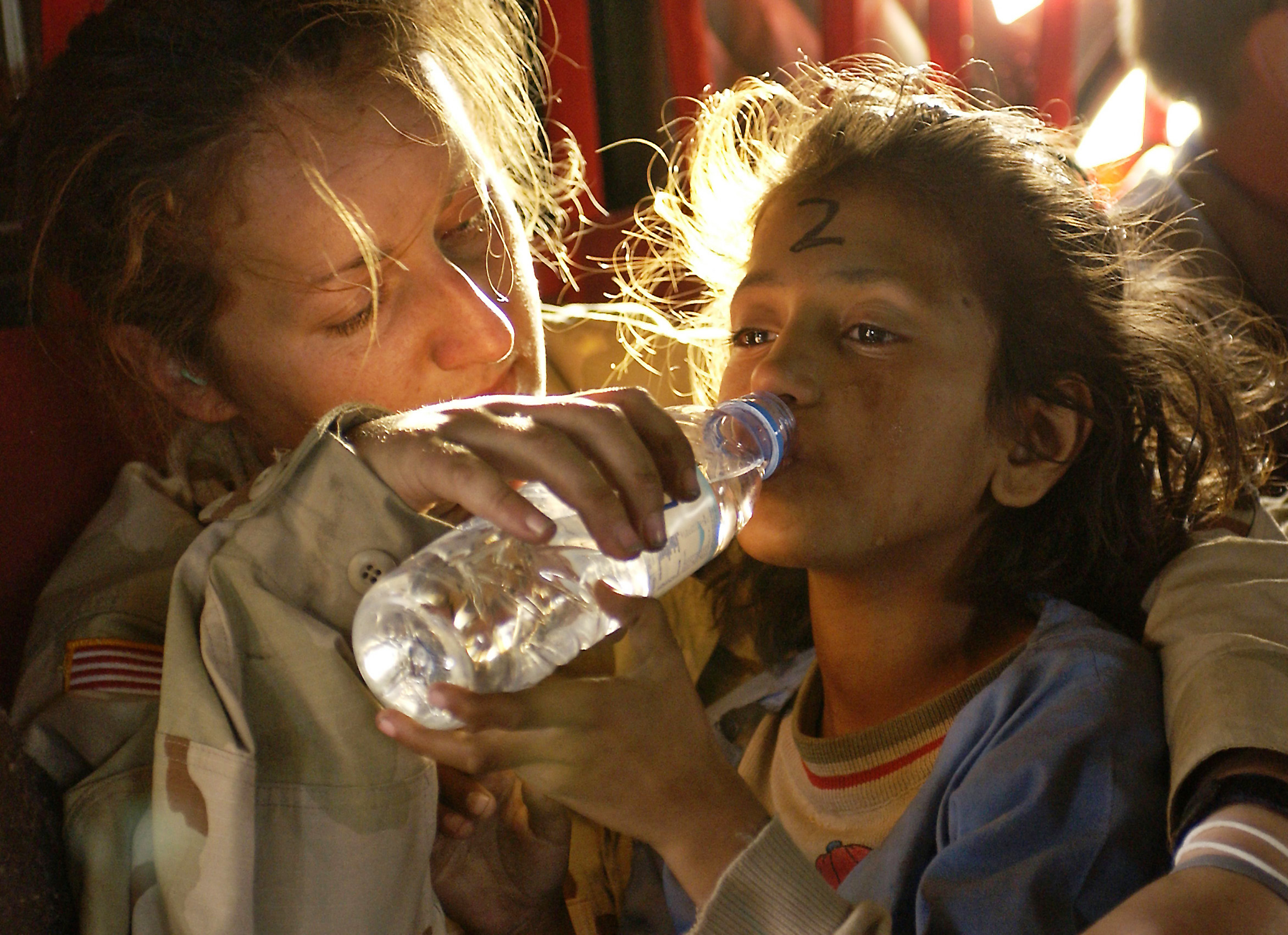
Nawadnianie, najważniejszy element terapii objawowej. Zdjęcie z pomocy humanitarnej po trzęsieniu ziemi w Kaszmirze (2005).

Biegunka jest zwykle chorobą o krótkim przebiegu i zdolności do samoograniczania. Dlatego w leczeniu wystarczającym sposobem postępowania zwykle jest nawadnianie.
- nawadnianie doustne – podawanie wody i elektrolitów w postaci doustnego płynu nawadniającego (ang. ORS, od oral rehydratation solution) w przypadku biegunki o niewielkim lub średnim stopniu odwodnienia (poniżej 10%). Jest on roztworem chlorku potasu (1,5 g KCl/l), glukozy (13,5 g/l), soli kuchennej (2,6 g NaCl/l), dwuwodnego cytrynianu sodu (2,9 g/l)[7]. W Polsce w aptekach jest dostępnych bez recepty wiele preparatów służących do przygotowania roztworów do doustnego leczenia rehydratacyjnego. Należy podkreślić, że stosowane niekiedy inne środki nawadniające (soki owocowe, herbata, kola) nie powinny być stosowane, ze względu na znaczne odchylenia od zalecanej osmolalności.
- nawadnianie dożylne w przypadku:
  - ciężkiego odwodnienia
  - występowaniu objawów wstrząsu
  - objawów zaburzeń świadomości
  - uporczywych wymiotów
  - braku poprawy pomimo właściwego nawadniania doustnego
- realimentacja, czyli powrót do odżywiania doustnego, początkowo najlepiej zawierające kleik ryżowy, mus jabłkowy lub marchwiankę. U niemowląt ograniczanie podawania mleka nie wpływa na długość trwania biegunki[8][9].

### Leki przeciwbiegunkowe
- Leki działające na receptory opioidowe w jelitach – do objawowego leczenia biegunki ostrej i przewlekłej:
  - zawierające loperamid jako substancję czynną – początek działania przeciwbiegunkowego obserwuje się wyjątkowo szybko w porównaniu z innymi lekami przeciwbiegunkowymi, w ciągu jednej godziny od podania pojedynczej dawki 4 mg (2 tabletki) w przypadku osoby dorosłej; loperamid wiąże się z receptorem opioidowym komórek ściany jelita, hamując propulsywną perystaltykę i wydłużając czas pasażu jelitowego. Loperamid zwiększa spoczynkowe napięcie zwieracza odbytu, jednocześnie zmniejszając natychmiastową potrzebę wypróżnienia[10].
  - zawierające difenoksylat jako substancję czynną.

Istnieje jednak szereg zastrzeżeń, które podają w wątpliwość przydatność tych specyfików w leczeniu biegunek o prawdopodobnym podłożu infekcyjnym. Opóźniają on mianowicie usunięcie patogenów enteroinwazyjnych i zwiększają ryzyko wystąpienia reakcji typu HUS z powodu przedłużonego kontaktu z toksycznymi produktami bakterii.
- Leki działające adsorpcyjnie, tzn. wiążące różne substancje znajdujące się w przewodzie pokarmowym:
  - zawierające węgiel leczniczy jako substancję czynną; węgiel leczniczy po podaniu doustnym wiąże różne substancje znajdujące się w przewodzie pokarmowym (toksyny bakteryjne, bakterie, leki, produkty gnilne, gazy jelitowe, substancje lecznicze) i w ten sposób uniemożliwia ich wchłonięcie z przewodu pokarmowego, ma zastosowanie w leczeniu biegunek, niestrawności i wzdęć oraz, w porozumieniu z lekarzem, w zatruciach lekami i innymi związkami chemicznymi[10]; w leczeniu biegunki stosuje się dawkę 4 g (10 – 13 tabletek 300 mg) w przypadku osoby dorosłej[10].
  - zawierające diosmektyt jako substancję czynną.

- Leki zawierające substancje przeciwbakteryjne:
  - zawierające nifuroksazyd jako substancję czynną.

Błędem jest stosowanie leków o działaniu bakteriobójczym w leczeniu niepowikłanych biegunek ostrych.
Wystąpienie biegunki przewlekłej lub powikłanej biegunki ostrej (biegunka przebiegająca z temperaturą powyżej 38,5 °C, zwłaszcza z obecnością krwi w stolcu) lub stwierdzenie w badaniach dodatkowych dużej ilości leukocytów i/lub laktoferyny w stolcu są dopiero wskazaniem do ich włączenia.

## Klasyfikacja ICD10
| kod ICD10     | nazwa choroby                                                                         |
| ------------- | ------------------------------------------------------------------------------------- |
| ICD-10: A09   | Biegunka i zapalenie żołądkowo-jelitowe o prawdopodobnie zakaźnym pochodzeniu         |
| ICD-10: K58   | Zespół drażliwego jelita                                                              |
| ICD-10: K59.1 | Biegunka czynnościowa                                                                 |
| ICD-10: F45.3 | Zaburzenia wegetatywne występujące pod postacią somatyczną Psychogenne formy biegunki |